# Win Hands Down
Win Hands Down è il settimo album in studio del gruppo musicale heavy metal statunitense Armored Saint, pubblicato nel 2015.
| Recensione        | Giudizio |
| ----------------- | -------- |
| Rock Hard tedesco | [ 3 ]    |

## Il disco
La registrazione delle canzoni è avvenuta in tre differenti studi della California: la voce a Los Angeles, le chitarre e il basso a Chatsworth e la batteria a Burbank.
Le parti di piano e tastiera sono suonate da Eric Ragno e la voce aggiuntiva nella canzone With a Full Head of Steam è di Pearl Aday (figlia di Meat Loaf e moglie del chitarrista degli Anthrax Scott Ian).
L'album è stato generalmente accolto con toni entusiastici dalla critica specializzata. Le composizioni presenti, pur mantenendo una certa scorrevolezza e il "sound" tipico della band, si articolano attraverso elaborate strutture musicali. Ogni traccia si distingue per la propria particolarità, contenendo diversi riff alternati a parti armoniche e ad inserti melodici ed atmosferici, oltre ad una buona dose di assoli.
Il testo di In An Instant fa riferimento all'Attentato alla maratona di Boston del 2013. Per la canzone Win Hands Down è stato girato un video diretto da Andrew Nethery.

## Tracce
Testi e musiche di Vera, Bush eccetto la traccia 6 composta da tutta la band.
1. Win Hands Down – 5:06
2. Mess – 4:35
3. An Exercise in Debauchery – 6:00
4. Muscle Memory – 7:14
5. That Was Then, Way Back When – 5:08
6. With a Head Full of Steam – 5:18
7. In an Instant – 7:36
8. Dive – 4:40
9. Up Yours – 5:23

## Formazione
- John Bush -  voce
- Phil Sandoval -  chitarra
- Jeff Duncan -  chitarra
- Joey Vera -  basso
- Gonzo Sandoval - batteria